# Leicester Forest West
Leicester Forest West est une paroisse civile et un hameau du Leicestershire, en Angleterre.